# Eugenia aherniana
Eugenia aherniana är en myrtenväxtart som beskrevs av Charles Budd Robinson. Eugenia aherniana ingår i släktet Eugenia och familjen myrtenväxter. Inga underarter finns listade i Catalogue of Life.